# 想知道真相
《想知道真相》是由SBS電視台製作的節目，由金相中主持。

## 歷史
節目於1992年3月31日首播，1995年9月23日至1996年10月7日暫停播放，並於1996年10月14日復播 。自1997年10月26日，改為在每週日的晚上七時播出。

## 歷屆主持人
| 序數 | 主持人 | 時期                          | 備註 |
| ---- | ------ | ----------------------------- | ---- |
| 1    | 文盛瑾 | 1992年3月31日1993年至12月26日 |      |
| 1    | 文盛瑾 | 1997年10月26日至2002年5月11日 |      |
| 2    | 朴源弘 | 1994年1月9日至1995年9月16日   |      |
| 3    | 吳世勳 | 1996年10月14日至1997年9月29日 |      |
| 4    | 鄭進永 | 2002年5月18日至2006年1月21日  |      |
| 5    | 朴相元 | 2006年2月4日至2008年2月23日   |      |
| 6    | 金相中 | 2008年3月1日至今              |      |